# Halichoeres
Halichoeres är ett släkte av fiskar. Halichoeres ingår i familjen läppfiskar.

## Dottertaxa tillHalichoeres, i alfabetisk ordning[1]
- Halichoeres adustus
- Halichoeres aestuaricola
- Halichoeres argus
- Halichoeres bathyphilus
- Halichoeres bicolor
- Halichoeres binotopsis
- Halichoeres biocellatus
- Halichoeres bivittatus
- Halichoeres bleekeri
- Halichoeres brasiliensis
- Halichoeres brownfieldi
- Halichoeres burekae
- Halichoeres caudalis
- Halichoeres chierchiae
- Halichoeres chlorocephalus
- Halichoeres chloropterus
- Halichoeres chrysus
- Halichoeres claudia
- Halichoeres cosmetus
- Halichoeres cyanocephalus
- Halichoeres dimidiatus
- Halichoeres discolor
- Halichoeres dispilus
- Halichoeres erdmanni
- Halichoeres garnoti
- Halichoeres girardi
- Halichoeres hartzfeldii
- Halichoeres hilomeni
- Halichoeres hortulanus
- Halichoeres insularis
- Halichoeres iridis
- Halichoeres kallochroma
- Halichoeres lapillus
- Halichoeres leptotaenia
- Halichoeres leucoxanthus
- Halichoeres leucurus
- Halichoeres maculipinna
- Halichoeres malpelo
- Halichoeres margaritaceus
- Halichoeres marginatus
- Halichoeres melanochir
- Halichoeres melanotis
- Halichoeres melanurus
- Halichoeres melas
- Halichoeres melasmapomus
- Halichoeres miniatus
- Halichoeres nebulosus
- Halichoeres nicholsi
- Halichoeres nigrescens
- Halichoeres notospilus
- Halichoeres orientalis
- Halichoeres ornatissimus
- Halichoeres pallidus
- Halichoeres papilionaceus
- Halichoeres pardaleocephalus
- Halichoeres pelicieri
- Halichoeres penrosei
- Halichoeres pictus
- Halichoeres podostigma
- Halichoeres poeyi
- Halichoeres prosopeion
- Halichoeres purpurescens
- Halichoeres radiatus
- Halichoeres raisneri
- Halichoeres richmondi
- Halichoeres rubricephalus
- Halichoeres rubrovirens
- Halichoeres salmofasciatus
- Halichoeres sazimai
- Halichoeres scapularis
- Halichoeres semicinctus
- Halichoeres signifer
- Halichoeres socialis
- Halichoeres solorensis
- Halichoeres stigmaticus
- Halichoeres tenuispinis
- Halichoeres timorensis
- Halichoeres trimaculatus
- Halichoeres trispilus
- Halichoeres vrolikii
- Halichoeres zeylonicus
- Halichoeres zulu